# Henry Cooper

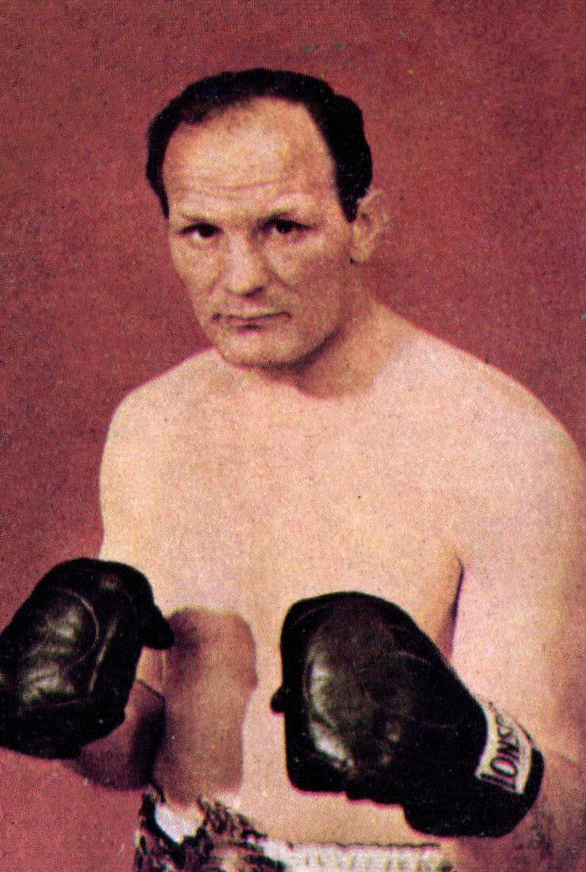
Henry Cooper, cirka 1969.

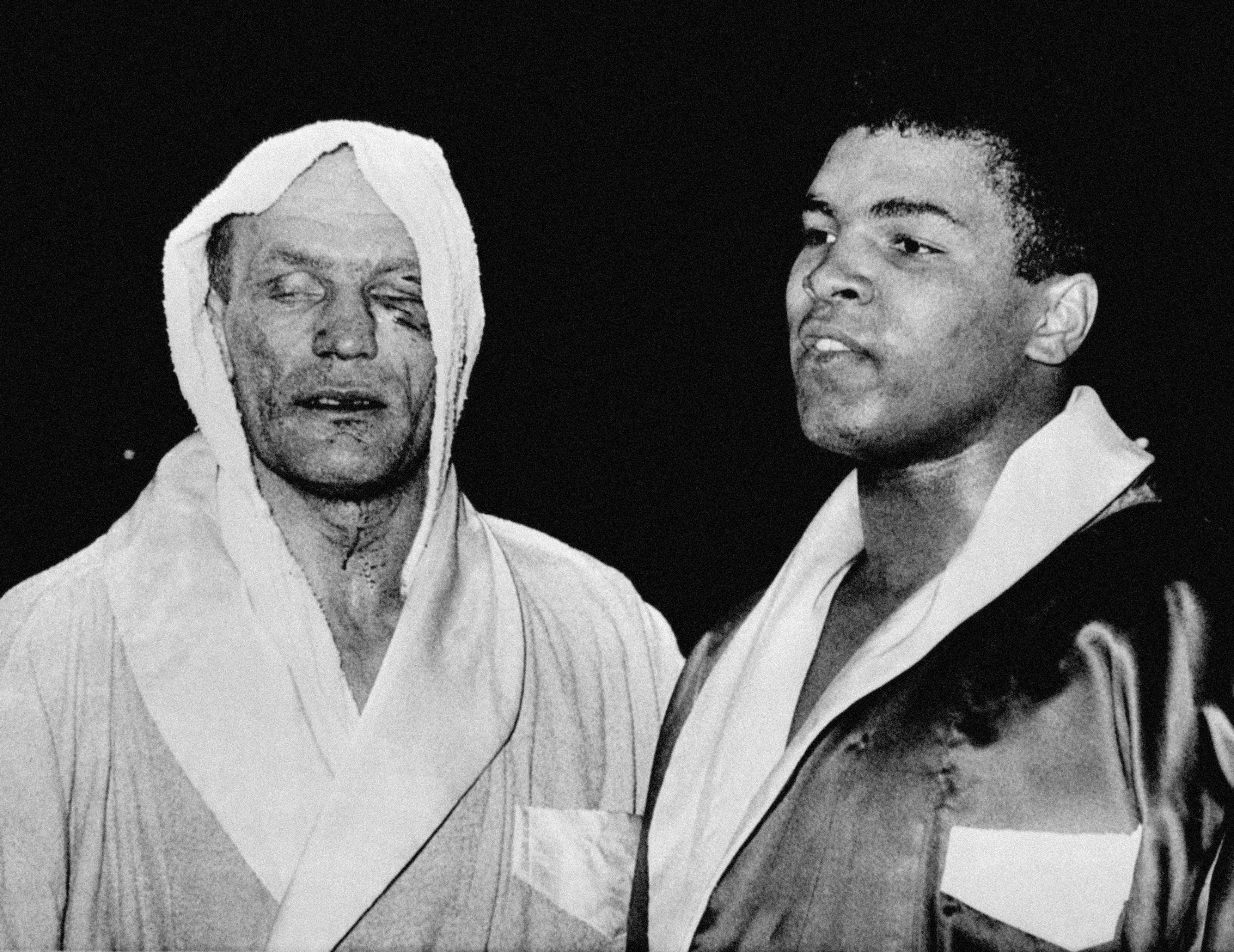
Henry Cooper och Muhammad Ali efter deras match på Wembley Stadium, den 18 juni 1963.

Henry Cooper OBE, född 3 maj 1934 i London, död 1 maj 2011 i Oxted, Surrey, var en brittisk boxare. 
Cooper är en av de mest framgångsrika tungviktsboxarna från de brittiska öarna och utan tvekan den mest omtyckta. Han anses vara en av de främsta brittiska tungviktsboxarna någonsin, vid sidan av Frank Bruno, Joe Bugner, Tommy Farr och Lennox Lewis.
Cooper var känd för sin snabba hårda uppercut som hans fans döpte till "Enry's 'Ammer" (uttalas med cockneydialekt). Han vann aldrig någon match om världsmästartiteln, men var flera gånger europamästare och samväldesmästare.
Under sin boxningskarriär, som varade mellan 1954 och 1971, gick Cooper 55 matcher med resultatet 40 vinster (27 knockouter), 14 förluster, 1 oavgjord.
1980 skrev Cooper boken The Great Heavyweights där han jämför några av världens bästa boxare. Han analyserade boxare som Jack Johnson, Jack Dempsey, Joe Louis, Rocky Marciano och Muhammad Ali och vägde deras styrkor och svagheter. 
Cooper har en tvillingbror vid namn George som också provade proffsboxning men inte lika framgångsrikt.
Cooper bodde under senare delen av sitt liv i Hildenborough i Kent, och avled efter en längre tids sjukdom.

## Utmärkelser
- BBC Sports Personality of the Year Award,  1967[1]
- BBC Sports Personality of the Year Award,  1970[2]
- Knight Bachelor,  2000
- Officer av Brittiska imperieorden
- Riddare av Gregoriusorden

[Redigera Wikidata]